# أفجكية حريرية
أفجكية حريرية (الاسم العلمي:Afgekia sericea) هي نوع من النباتات يتبع جنس الأفجكية من الفصيلة البقولية.